# 兴北镇
兴北镇是中华人民共和国黑龙江省七台河市茄子河区下辖的一个镇。
2022年8月，黑龙江省民政厅批复同意新兴区设立兴北镇，隶属关系由新兴区划归茄子河区管辖。镇人民政府驻北兴农场四委108栋362号。

## 行政区划
兴北镇下辖以下村级行政区划单位：
兴北社区、兴安社区和金矿社区。